# Arnold Township (Missouri)
Arnold Township est un ancien township du comté de Jefferson, dans le Missouri, aux États-Unis,.